# John Francis Kinney
John Francis Kinney (Oelwein, 11 giugno 1937 – Saint Cloud, 27 settembre 2019) è stato un vescovo cattolico statunitense.

## Biografia
John Kinney è nato a Oelwein, nello stato dell'Iowa, da John e Marie. Ha frequentato la DeLaSalle High School di Minneapolis, prima di entrare nel Nazareth Hall Seminary di St. Paul. Laureatosi nella Saint Paul Seminary School of Divinity nel 1963, è stato ordinato sacerdote dall'arcivescovo Leo Binz il 2 febbraio 1963 nella cattedrale di San Paolo.
È stato cappellano nella parrocchia di San Tommaso a Minneapolis fino al 1968, quando è stato nominato vice-cancelliere dell'arcidiocesi di Saint Paul e Minneapolis. Dal 1968 al 1971 ha completato gli studi alla Pontificia Università Lateranense a Roma, ottenendo il dottorato in diritto canonico. Al ritorno negli Stati Uniti, ha ripreso il posto di vice-cancelliere. Nel 1973 è diventato cancelliere, servendo anche come parroco della comunità di San Leonardo in Port Maurice.
Il 9 novembre 1976 è stato eletto vescovo ausiliare di Saint Paul e Minneapolis con il titolo di Caorle. Ha ricevuto la consacrazione episcopale il 25 gennaio 1977 nella basilica concattedrale di Santa Maria dall'arcivescovo John Roach, co-consacranti l'arcivescovo Leo Binz ed il vescovo James Richard Ham. È stato vicario diocesano per le parrocchie dal 1979 al 1982.
Il 28 giugno 1982 è stato nominato quinto vescovo di Bismarck, nel Dakota del Nord; ha fatto il solenne ingresso in diocesi il successivo 23 agosto. Dal 1993 al 1998 ha preso parte al tavolo del consiglio delle missioni della Chiesa cattolica.
Il 9 maggio 1995 è stato nominato nono vescovo di Saint Cloud, nel Minnesota; ha fatto il suo ingresso in diocesi il 6 luglio dello stesso anno.
Nell'ambito della Conferenza dei vescovi cattolici degli Stati Uniti ha fatto parte del comitato per la vita consacrata e per i migranti. È stato presidente del comitato sugli abusi sessuali e del diaconato permanente.

## Genealogia episcopale
La genealogia episcopale è:
- Cardinale Scipione Rebiba
- Cardinale Giulio Antonio Santori
- Cardinale Girolamo Bernerio, O.P.
- Arcivescovo Galeazzo Sanvitale
- Cardinale Ludovico Ludovisi
- Cardinale Luigi Caetani
- Cardinale Ulderico Carpegna
- Cardinale Paluzzo Paluzzi Altieri degli Albertoni
- Papa Benedetto XIII
- Papa Benedetto XIV
- Cardinale Enrico Enriquez
- Arcivescovo Manuel Quintano Bonifaz
- Cardinale Buenaventura Córdoba Espinosa de la Cerda
- Cardinale Giuseppe Maria Doria Pamphilj
- Papa Pio VIII
- Papa Pio IX
- Cardinale Alessandro Franchi
- Cardinale Giovanni Simeoni
- Cardinale Antonio Agliardi
- Cardinale Basilio Pompilj
- Cardinale Adeodato Piazza, O.C.D.
- Cardinale Luigi Raimondi
- Arcivescovo John Robert Roach
- Vescovo John Francis Kinney